# Regius Professor of Astronomy (Edinburgh)
Der Regius Professor of Astronomy ist eine 1785 als Regius Professur of Practical Astronomy durch Georg III.:334 gegründete Regius Professur für Astronomie an der University of Edinburgh.
Neben dieser Professur gibt es eine weitere Regius Professur für Astronomie an der University of Glasgow.

## Geschichte der Professur

### Einleitung
Astronomie wurde an der Universität in Edinburgh seit der Gründung 1583 gelehrt. Verwendet wurden tragbare Geräte und es gab kein festes Observatorium. Sämtliche Versuche zur Einrichtung schlugen bis zum Ende des 18. Jahrhunderts fehl. Im Jahre 1822 erhielt das Observatorium die königliche Charter und erfüllte anschließend Funktionen für die Universität und die Krone.

### Gründung der Professur
Die Regius Professur für praktische Astronomie wurde eingeführt und Robert Blair wurde ernannt. Allerdings verfügte Blair weder über ein Observatorium noch über angemessene Instrumente. Darüber hinaus war Blair Mediziner und Seefahrer und machte weiterhin Beiträge zu diesen Themen. So hielt er keine Vorlesungen und konzentrierte sich auf theoretische Forschungen. Nach Blairs Tod 1828 wurde daher entschieden, den Lehrstuhl nicht zu besetzen, bis ein Observatorium zur Verfügung stünde.
Nach Aufbau der Sternwarte auf Calton Hill wurde Thomas James Henderson zum Regius Professor ernannt. Mit der Leitung der Sternwarte ging auch der Titel des Astronomer Royal for Scotland einher. Diese Regelung wurde auch nach dem Umzug nach Blackford Hill (1896) bis 1990 beibehalten. Seit 1990 ist der Astronomer Royal eine Ehrenposition, die nicht mehr mit dem Royal Observatory verbunden ist. Trotz der nun vorhandenen Instrumente hielt Henderson keine Vorlesungen.

### Beginn der Lehre
Erst der dritte Inhaber der Professur, Charles Piazzi Smyth, lehrte auch Astronomie für Studenten und betrieb Forschung auf internationalem Niveau. Unter der Forschung litt aber die Lehre und am Ende von Smyths Professur war das Observatorium in einem schlechten Zustand. Es war Ralph Copeland, der strukturierte Lehre mit praktischen Übungen einführte.

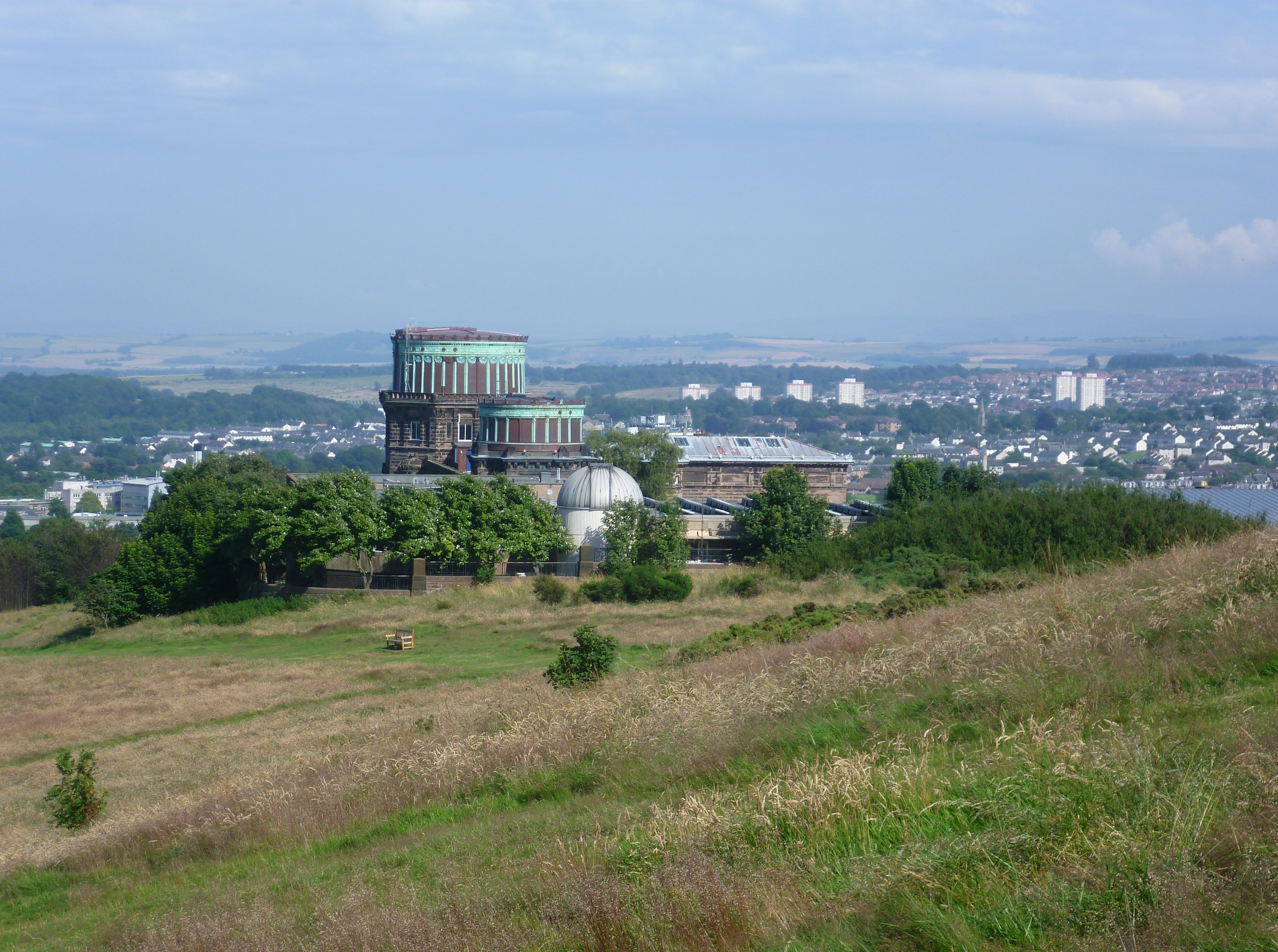
Das Royal Observatory auf Blackford Hill

1893 wurde die Astronomie von der Fakultät für Künste (Faculty of Arts) der neugegründeten wissenschaftlichen Fakultät (Faculty of Science) zugeordnet und der Zusatz „practical“ wurde aus dem Namen gestrichen. Copeland folgte 1905 Frank Watson Dyson, der nach fünf Jahren an das Observatorium in Greenwich zurückkehrte. Der sechste Professor, Ralph Allen Sampson, verbesserte sowohl die Lehre als auch die Forschung am Lehrstuhl.

### Neuzeit
1938 übernahm William Michael Herbert Greaves den Lehrstuhl. Der Ausbruch des Zweiten Weltkriegs stoppte sämtliche Forschungen am Institut. In den nachfolgenden Jahren wurde auch Theoretische Physik in den Lehrplan aufgenommen. Mit Hermann Brück übernahm 1957 zum ersten Mal ein ausländischer Astronom den Lehrstuhl.

## Inhaber
| Name                            | Namenszusatz     | von  | bis   | Anmerkung |
| ------------------------------- | ---------------- | ---- | ----- | --- |
| Robert Blair                    | F.R.S.E.         | 1785 | 1828  | |
| vakant                          |                  | 1828 | 1834  | |
| Thomas James Henderson          | F.R.S., F.R.S.E. | 1834 | 1844  | Henderson bestimmte, basierend auf seinen früheren Messungen, die Entfernung zu einem Stern. Allerdings war ihm Friedrich Bessel 1838 mit der Bestimmung der Entfernung zu 61 Cygni schon zuvorgekommen, obwohl Hendersons Messungen älter waren, als Bessels. |
| Charles Piazzi Smyth            | F.R.S.E.         | 1845 | 1888  | Smyth hatte nie eine Universität besucht, aber seine vielfältigen Fähigkeiten und seine Interessen machten ihn zu einem guten Lehrer. Auf einer Expedition nach Teneriffa wies er die Vorteile der Höhenbeobachtung für die Astronomie nach.                   |
| Ralph Copeland                  | F.R.S.E.         | 1889 | 1905  | |
| Frank Watson Dyson              | F.R.S., F.R.S.E. | 1905 | 1910  | |
| Ralph Allen Sampson             | F.R.S., F.R.S.E. | 1910 | 1937  | |
| William Michael Herbert Greaves | F.R.S.E.         | 1938 | 1955  | |
| Hermann Brück                   | F.R.S.E.         | 1957 | 1975  | |
| Vincent Cartledge Reddish       |                  | 1975 | 1980  | |
| Malcolm Sim Longair             |                  | 1980 | 1990  | |
| vakant                          |                  | 1990 | 1994  | |
| Andrew Lawrence                 |                  | 1994 | heute | |